# Горки (Хотилицкое сельское поселение)
Горки (Горка)  — деревня в Андреапольском районе Тверской области. Входит в Хотилицкое сельское поселение.

## География
Расположена примерно в 5 верстах к юго-востоку от села Хотилицы на реке Любутка.

## История
В конце XIX - начале XX века усадьба Горка в Торопецком уезде Псковской губернии.